# Bolsena
Bolsena je malé město v provincii Viterbo v regionu Lazio v Itálii. 
Rozkládá se podél severních břehů Bolsenského jezera, které vzniklo před více než 300 000 lety po zhroucení komínů některých sopek v pohoří Vulsini. Jeho území je ohraničeno břehy jezera a kopci, které tvořily okraj starověkého sopečného kužele.
Městečko je vzdáleno asi 30 km severozápadně od Orvieta a 24 km severně od města Viterbo. 
K 31. srpnu 2022 v něm žilo 3 728 stálých obyvatel. Další větší část obyvatel tvoří po většinu roku turisté.

## Historie
Bolsena byla založena v roce 264 před naším letopočtem s latinským názvem Volsinii Novi (česky Nové Volsinie) etruskými uprchlíky poté, co Římané zničili nejstarší etruské město Volsinii (Ortus vetus), dnešní Orvieto. Etruské nálezy z místa a jeho okolí byly v minulosti vytěženy, větší část odvezena do zahraničních muzeí (zvl. British Museum). 
Místo zažilo období pozoruhodné hospodářské prosperity díky své poloze na strategické Via Cassia, která vycházela z Říma a protínala město Sutri. Po rozpadu Římské říše bylo město postupně obsazeno Ostrogóty, Byzantinci a Langobardy. Během pozdního 9. století a na počátku 10. století je ohrožovali Saracéni. 
Ve středověku město proslavil tzv. Bolsenský zázrak, k němuž došlo v kostele svaté Kristýny z Bolseny roku 1263: český kněz Petr z Prahy tehdy sloužil mši, při níž se transsubstanciace hostie v Tělo Kristovo (Corpus Christi) projevila zjevením Krista a transsubstanciace vína v Kristovu krev se projevila kapkami krve, které skanuly na oltářní pokrývku - korporál (zvaný později také Plátno z Bolseny). Událost využil papež Urban IV. a roku 1264 si vyžádal korporál jako relikvii, dodnes o svátcích vystavovanou v kapli katedrály v Orvietu, která pro ni byla ve 14. století vyzdobena freskami; o další století později výjev namaloval Raffael Santi v papežském paláci obraz Mše v Bolseně. 
Město se díky bolsenskému zázraku stalo centrem římskokatolické církve s desítkou kostelů a pravidelnými poutěmi. Je součástí římskokatolické diecéze Civita Castellana. Bylo také zastávkou poutníků z alpských zemí na cestě přes Orvieto do Říma. 
Město se později stalo součástí papežských států a roku 1870 bylo přičleněno k Italskému království. 
Během bojů první světové války zahynulo 64 bolsenských obyvatel. Za druhé světové války se zde v červnu 1944 odehrála bitva mezi Němci a Angličany, v níž padlo 597 vojáků Commonwealthu, ve městě mají svůj hřbitov.

## Památky

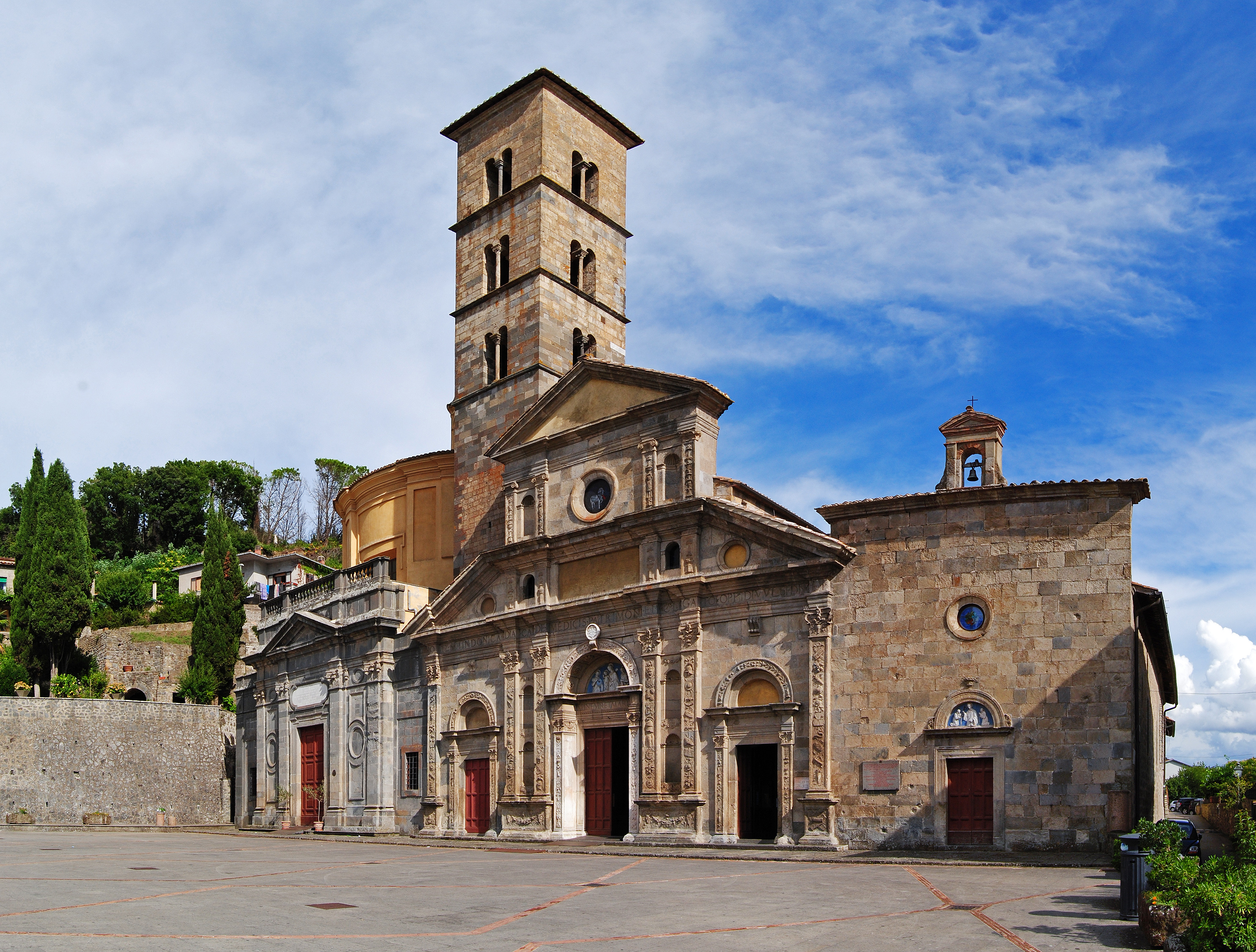
Bazilika sv. Jiří a sv. Kristýny

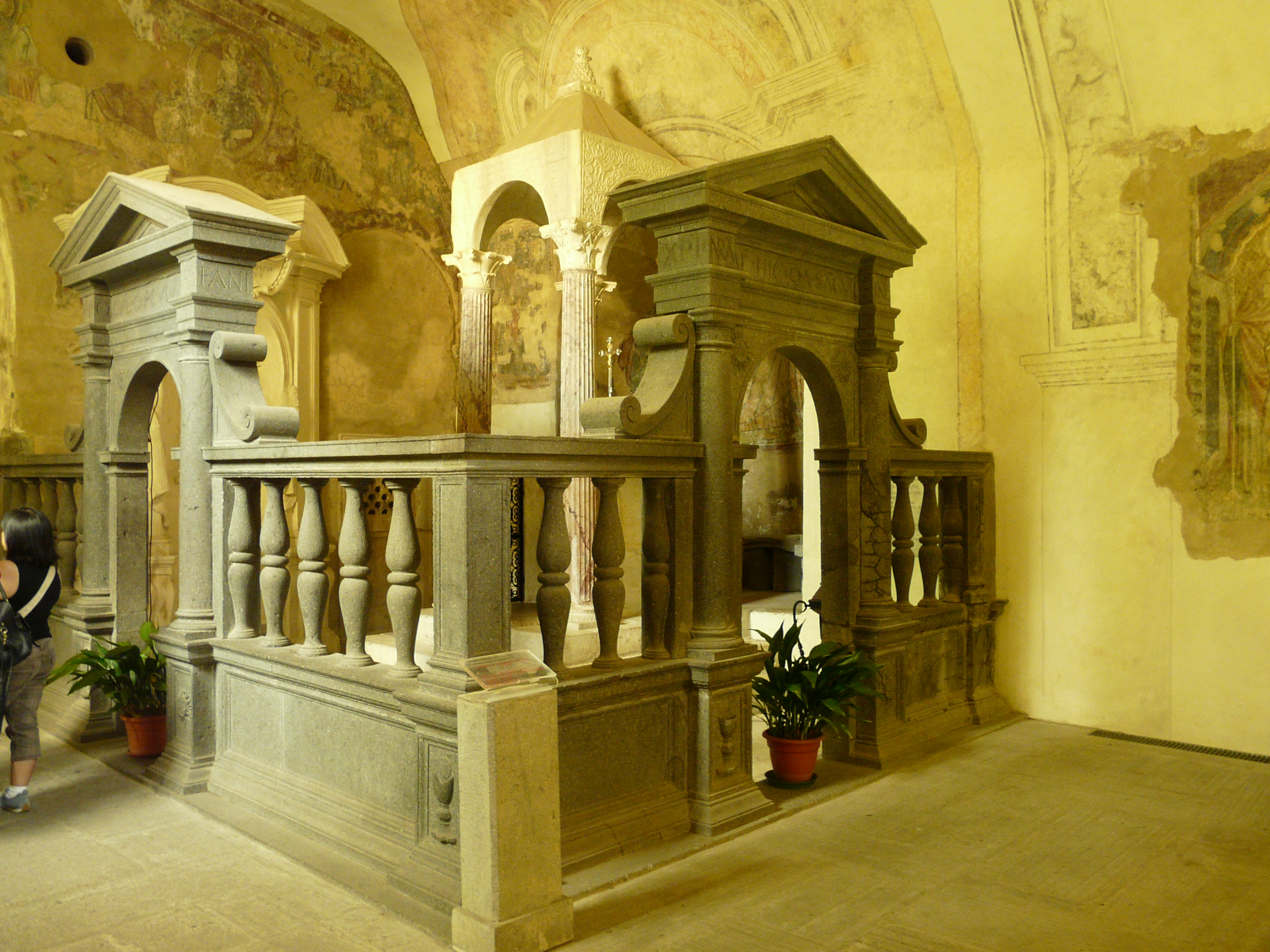
Oltář zázraků v bazilice sv. Jiří a Kristýny

- Bazilika svatého Jiří a svaté Kristýny - na románských základech z 11. století je postavena trojlodní bazilika s kampanilou. Dvojici renesančních tympanonů s reliéfy světců z majoliky vytvořili bratři della Robbia. Renesanční přestavbu a sochařskou výzdobu obstarali bratři Francesco a Benedetto Buglioniové. Polyptych pro hlavní oltář namaloval Sano di Pietro, fresky namaloval Giovanni Andrea De Ferrari roku 1498.

Roku 1976 papež Pavel VI. kostel povýšil na basilicu minor. Pod kostelem jsou katakomby svaté Kristýny.
- Kaple Zázraku (Cappella del Miracolo), barokní kaple z roku 1639, vystavěná na památku Bolsenské mše, má ciboriový oltář se sochou sv. Kristýny a renesanční hrob sv. Kristýny, které vytvořil sochař Benedetto Buglioni.
- Konvent s kostelem Santa Maria del Giglio
- Kostel sv. Františka, založený ve 12./13. století, freska se sv. Ludvíkem z Toulouse ze 16. století, nyní slouží jako divadlo a knihovna.
- Bývalý kostel Sv. Salvátora ze 13. století, na via Delle Piagge, kupole vyzdobena majolikovými obkladačkami
- Kostel Sv. Salvátora za hradbou (Chiesa di San Salvatore fuori le mura)
- Oratoř Panny Marie (Oratorio Madonna dei Cacciatori), pozdně gotická z 15. století, s freskami.
- Rocca Monaldeschi della Cervara - roku 1156 papež Hadrián IV. dal zbudovat opevnění na obranu proti barbarským nájezdům; rod Monaldeschiů z Orvieta z pevnosti dostavěl hrad, nyní je sídlem Oblastního muzea Bolsenského jezera (archeologická sbírka etruského a římského umění). Hrad je nejnavštěvovanějším turistickým místem ve městě.
- Zbytky městských hradeb s opevněnou věží

## Slavnosti
- Slavnost Bolsenského zázraku s procesím
- Slavnost svaté Kristýny, patronky města; s poutí, procesím a divadelním představením Tajemství svaté Kristýny, koná se každoročně 23.-24. července.

## Galerie

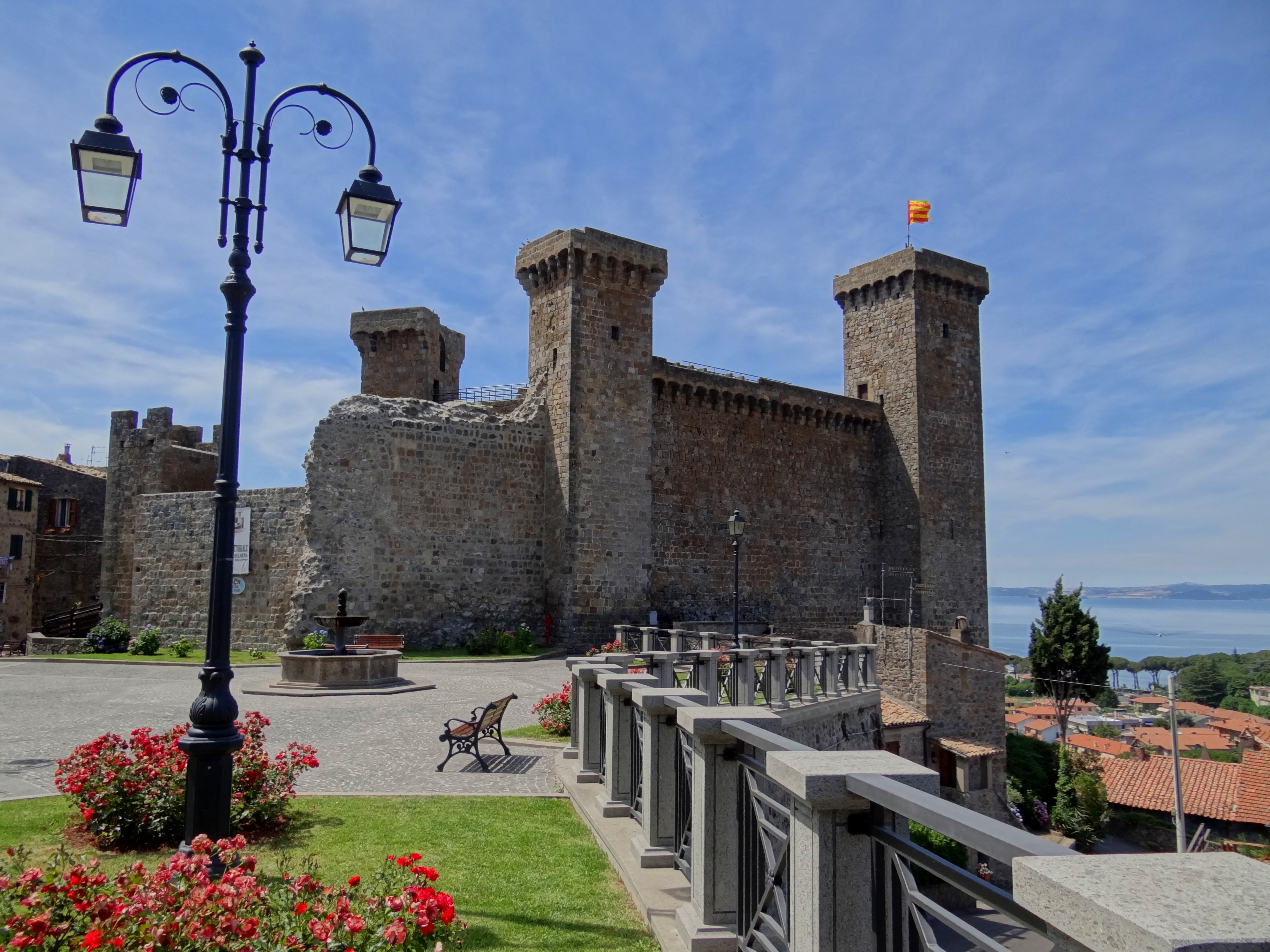
Hrad
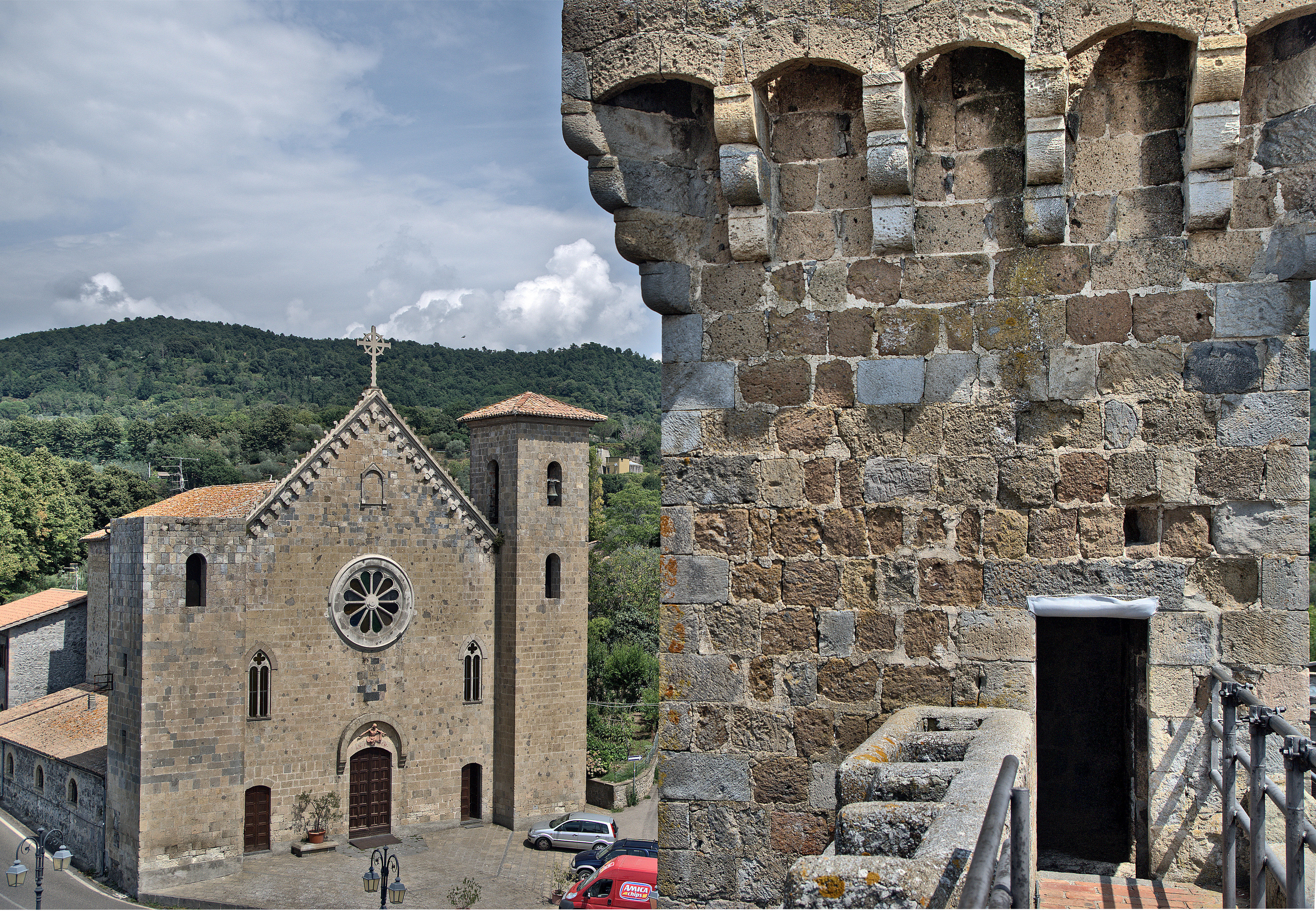
Předhradí a kostel sv. Salvátora
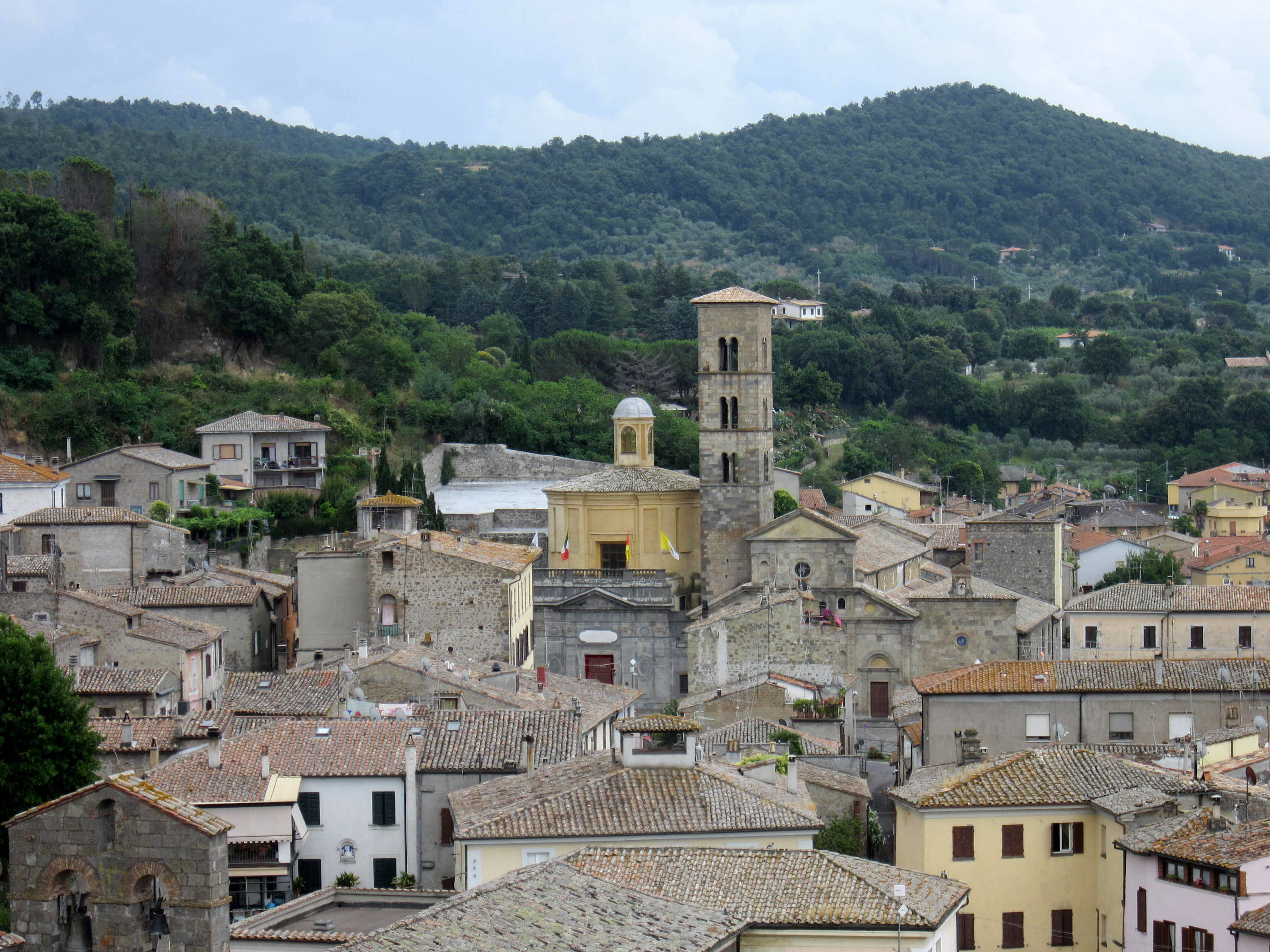
Historické centrum
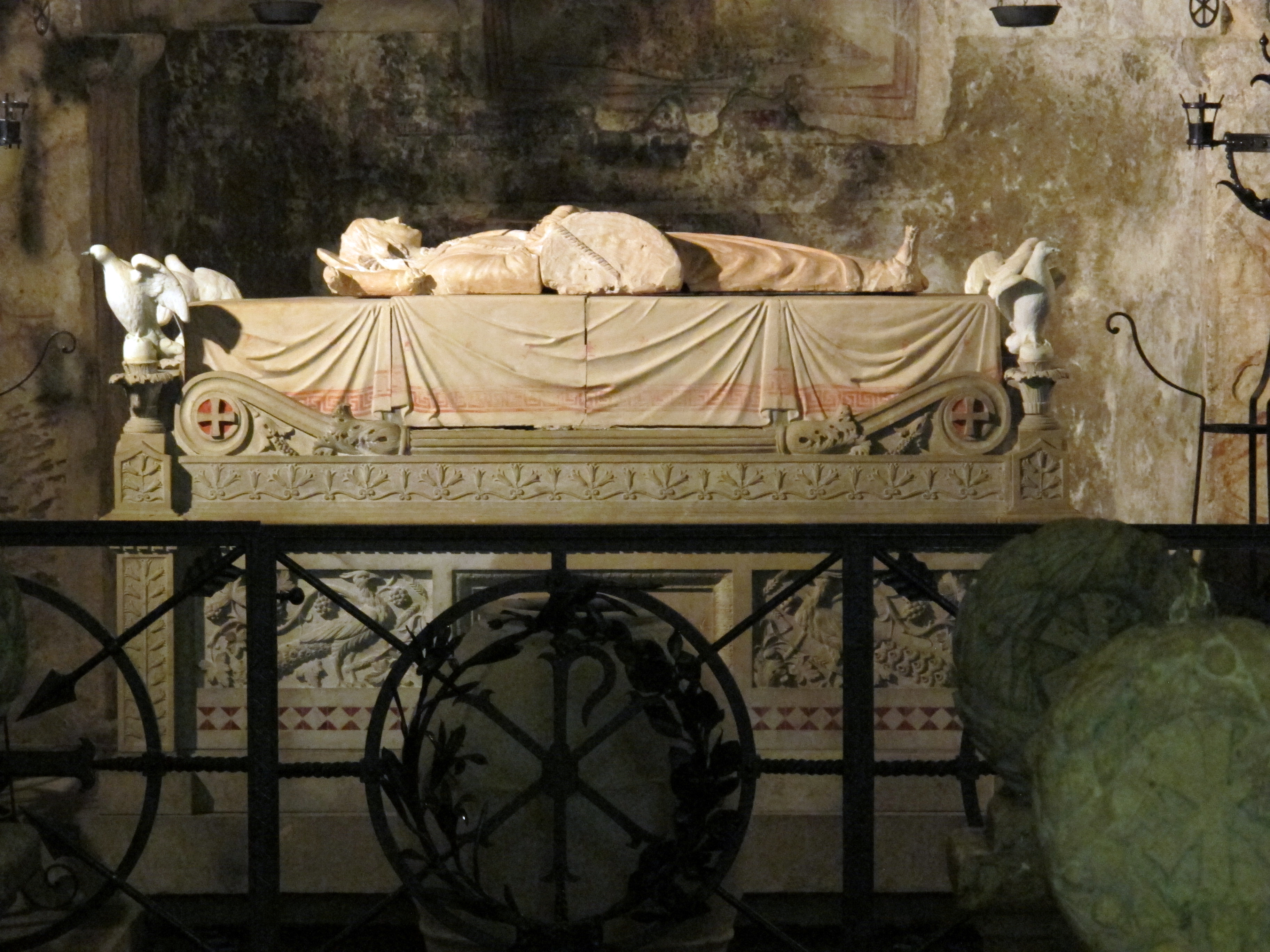
Hrob sv. Kristýny
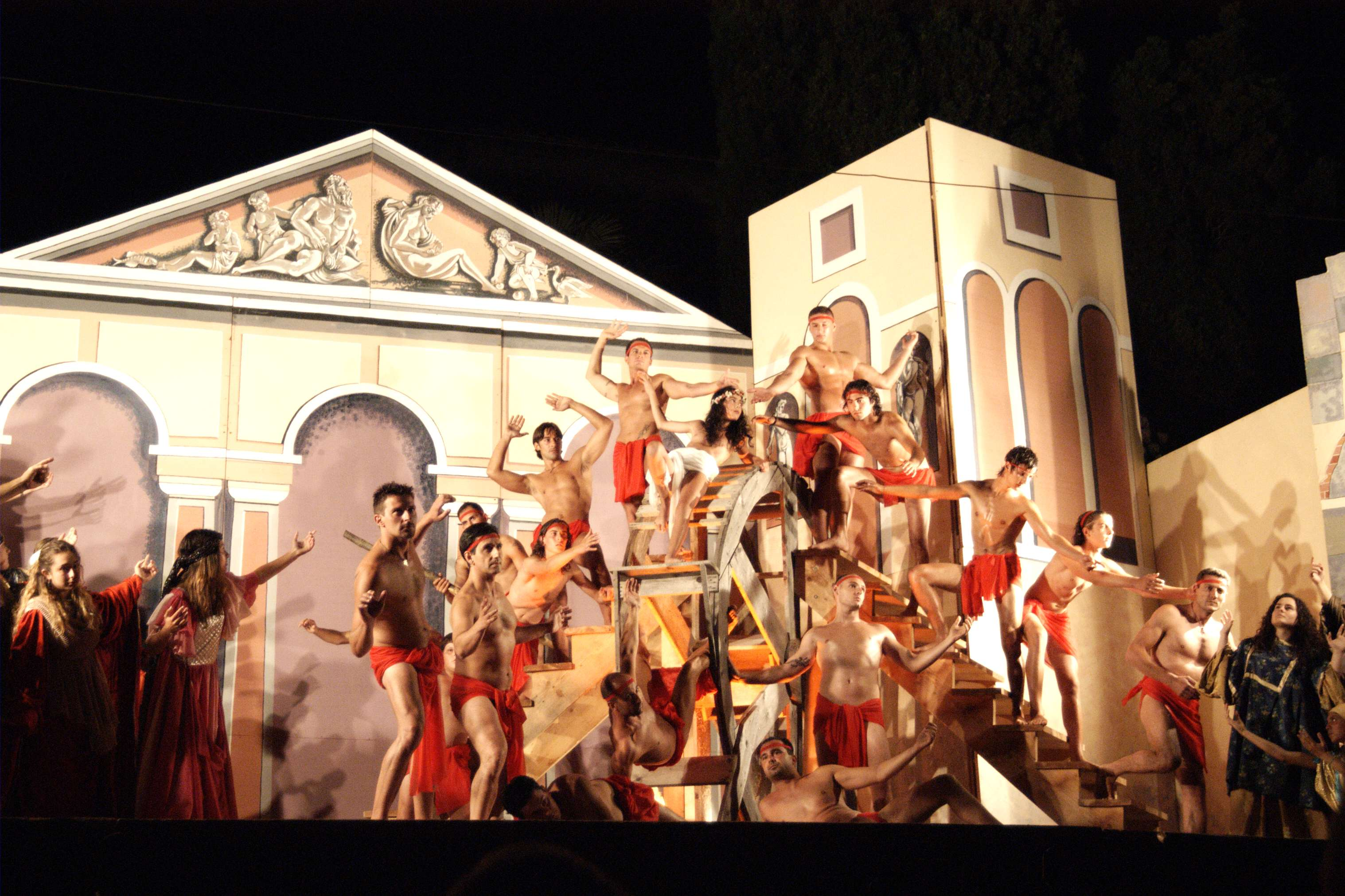
Slavnost Zázrak svaté Kristýny

## Partnerská města
- Volkertshausen, (Německo)
- Lloret de Mar, (Španělsko)
- Sepino, (Itálie)